# Svensk musikvecka
Svensk musikvecka var under flera år på 1920-1940-talen en konsertserie med konstmusik av svenska traditionellt komponerande tonsättare, anordnade och i allmänhet bekostade av Föreningen svenska tonsättare. Den svenska musikveckan kunde ibland samordnas med organisationen Ständiga rådet eftersom det ingick i dess kulturpolitik att gynna icke-modernistisk musik.